# Jubilee Trophy (Canada)
De Jubilee Trophy (Frans: Trophée Jubilee) is een jaarlijks Canadees bekertoernooi tussen de vrouwenvoetbalclubs die dat seizoen kampioen speelden in hun respectievelijke provinciale amateurvoetbalcompetitie of -beker.
De beker, die als sponsornaam de Toyota Jubilee Trophy heeft, valt onder toezicht van de Canadese voetbalbond. Het is de enige nationale amateurvoetbalcompetitie voor vrouwen in Canada. De competitie valt steeds samen met de Challenge Trophy voor mannen die net als de Jubilee Trophy deel uitmaakt van de overkoepelende National Championships.

## Geschiedenis en evolutie

### Algemene geschiedenis
Het toernooi werd voor het eerst gehouden in 1982 als tegenhanger voor de reeds veel langer bestaande mannelijke Challenge Trophy. In 2020 en 2021 werd de Jubilee Trophy voor het eerst niet georganiseerd vanwege de coronapandemie.

### Evolutie van het belang van de Jubilee Trophy
In de jaren 80 en 90 speelden veel van Canada's beste vrouwelijke voetballers jaarlijks mee in het toernooi. Dit is sindsdien geleidelijk aan echter afgezwakt door de opkomst van semiprofessionele en uiteindelijk professionele competities in de Verenigde Staten, zoals de USL W-League (1995–2015), Women's United Soccer Association (2000–2003), Women's Professional Soccer (2009–2012) en uiteindelijk de National Women's Soccer League (2012–heden). Veel van de beste Canadese speelsters trokken naar deze competities in plaats van bij een amateurclub in eigen land te blijven.
League1 Canada organiseert sinds 2015 een semiprofessionele vrouwencompetitie in Ontario, dewelke gevolgd werd door de oprichting van gelijkaardige competities in Quebec (2018), Brits-Columbia (2022) en Alberta (2024). League1 Canada organiseert met de winnaars van deze semiprofessionele competities sinds 2022 een nationale beker.
Door deze evolutie spelen steeds meer van Canada's beste speelsters in semiprofessionele clubs in eigen land. Aangezien de Jubilee Trophy enkel bedoeld is voor amateurs, daalt het belang van de beker recht evenredig met de professionalisering van het vrouwenvoetbal.

## Format
De deelnemende teams bestaan steeds uit de kampioenen van de provinciale amateurvoetbalcompetitie of amateurvoetbalbeker voor dames (zoals de Jubilee Trophy van Newfoundland en Labrador).
In jaargangen waarin acht of tien teams deelnemen, worden deze onderverdeeld in twee poules waarin ieder team eenmaal tegen elke tegenstander speelt. De twee groepswinnaars spelen daarna de finale, de twee teams die als tweede geplaatst waren spelen de match om de derde plaats enzovoort. In jaargangen waarin negen teams deelnemen, worden deze onderverdeeld in drie poules en spelen de drie winnaars, de drie tweede geplaatste teams en de drie laatst geplaatste teams nog een finale poule.

## Titels per provincie
| Pos. | Provincie                | Titels | Titelseizoenen                                                                                 |
| ---- | ------------------------ | ------ | ---------------------------------------------------------------------------------------------- |
| 1    | Alberta                  | 16     | 1982, 1983, 1984, 1985, 1986, 1988, 1995, 1999, 2000, 2004, 2005, 2009, 2013, 2014, 2015, 2017 |
| 2    | Brits-Columbia           | 10     | 1987, 1990, 1991, 1992, 1993, 1994, 1996, 2001, 2006, 2011                                     |
| 3    | Ontario                  | 5      | 1997, 1998, 2002, 2012, 2018                                                                   |
| 4    | Quebec                   | 4      | 1989, 2007, 2016, 2019                                                                         |
| 5    | Nova Scotia              | 3      | 2003, 2008, 2010                                                                               |
| 6    | Newfoundland en Labrador | 2      | 2022, 2023                                                                                     |